# Hotel Tres Reyes
El hotel Tres Reyes, oficialmente en su inauguración, hotel de los Tres Reyes, es un hotel de cuatro estrellas de la ciudad de Pamplona, Navarra. Fue inaugurado el 30 de marzo de 1963, en ese momento disponía de 136 habitaciones; actualmente el hotel cuenta con 160 habitaciones en las que se alojan tanto para estancias cortas de modelo Business Class como para estancias largas. Además, el hotel cuenta con una cantidad de eventos notables en un lugar céntrico de la capital de Navarra, buscando convertirse en un lugar emblemático para la población, y no simplemente en un sitio donde atender turistas.

## Historia

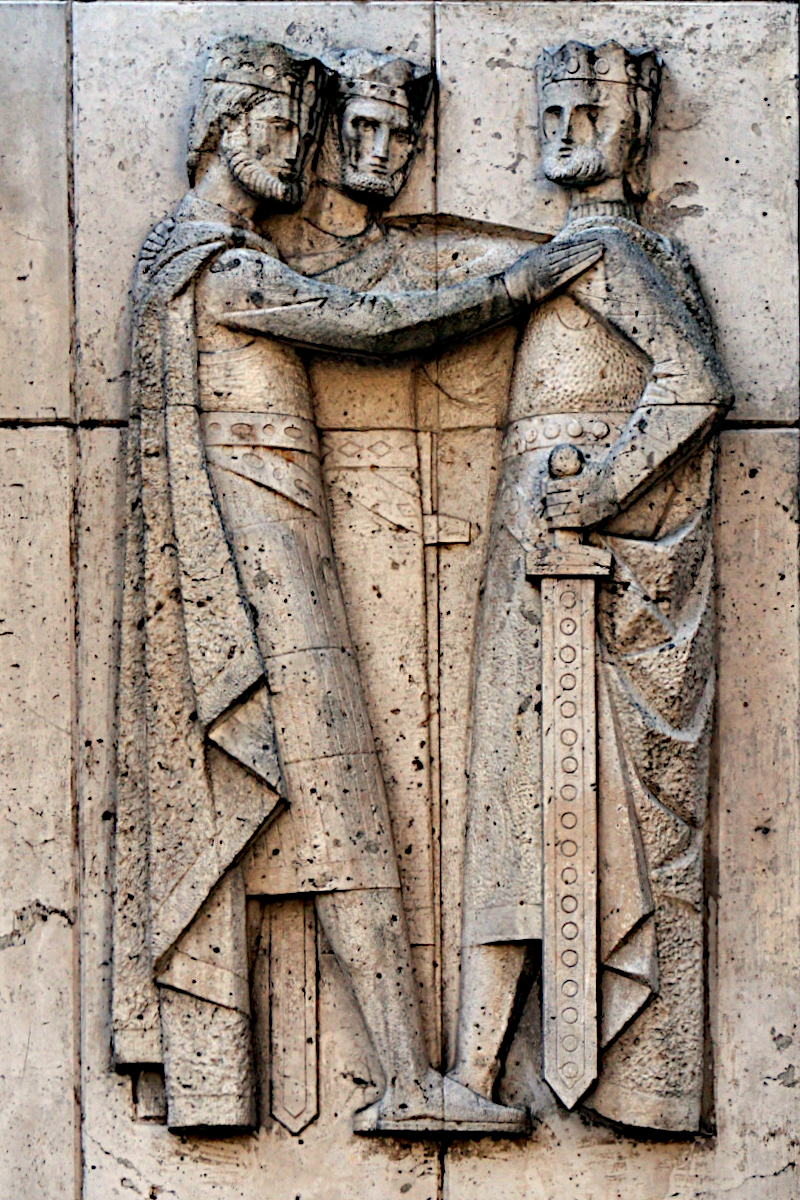
Relieve de Eduardo Carretero, muestra los tres reyes que intervinieton en la Batalla de las Navas de Tolosa

La historia del hotel Tres Reyes empieza en 1959, cuando un grupo de empresarios afincados en Navarra y liderados por Pedro Turullols registran la sociedad Iruña Palace S.A., con la intención de crear un hotel adecuado donde poder recibir a los empresarios e inversores interesados en invertir en Navarra en pleno incremento de beneficios y reinversión industrial auspiciado por el Plan de Estabilización.
El 1 de abril de 1963 se estrenó el hotel, tras unos años de trabajos a cargo de los arquitectos Miguel Gortari y Luis Felipe Gaztelu que inicialmente proyectaron 176 habitaciones cuando comenzó la obra en 1960, aunque finalmente se rebajarían a 160. También fue determinante la cesión del suelo municipal por parte del entonces alcalde de Pamplona, Miguel Javier Urmeneta, quién hizo una concesión por 30 años, durante los cuales había una obligación de explotación del negocio, tuviese perdidas o incluso cerrara.
Las reformas de mayo calado en el hotel se llevaron a cabo en 1980, 2002 y 2017, esta última afectando tanto a habitaciones como a zonas de trabajo y comunes con una inversión de hasta 8,5 millones de euros.

## Propiedad del hotel
La propiedad del hotel durante toda su historia ha sido de la sociedad mercantil IRUÑA PALACE S.A., una sociedad anónima que en la actualidad cuenta con unos 400 accionistas, casi todos ellos vecinos de Navarra.